# Batalion Sztabowy Narodowych Sił Zbrojnych (Łotwa)
Batalion Sztabowy Narodowych Sił Zbrojnych (łot. Nacionālo Bruņoto Spēku Štāba bataljons, NBS Štāba bataljons, w latach 1992-1996: Batalion Sztabowy Sił Obronnych, Aizsardzības spēku Štāba bataljons) – wydzielony oddział wojskowy Łotewskich Sił Zbrojnych  podporządkowany bezpośrednio dowódcy Sił Zbrojnych zapewniający funkcjonowanie dowodzenia i kierowania siłami zbrojnymi oraz reprezentujący łotewską armię na uroczystościach państwowych i za granicą. 

## Tradycje i formowanie
Batalion Sztabowy kontynuuje tradycje następujących przedwojennych oddziałów:
- Kompania Dowodzenia Sztabu Naczelnego Wodza Łotewskiej Armii (Latvijas armijas Virspavēlnieka štāba komandantūras rota; 16 lipca 1919 - 1 kwietnia 1921)[1],
- Zespół Dowodzenia Ministerstwa Obrony (Apsardzības ministrijas komandantūras komanda; 1 kwietnia 1921 - 1 sierpnia 1923)[2],
- Kompania Sztabu Głównego (Galvenā štāba rota; 1 sierpnia 1923 - 23 września 1929)[3],
- Kompania Sztabu Armii (Armijas štāba rota; 23 września 1929 - 1 kwietnia 1936)[4],
- Batalion Sztabu Armii (Armijas štāba bataljons; 1 kwietnia 1936 - 26 października 1940)[5].

Po odzyskaniu niepodległości batalion sztabowy został ponownie sformowany 1 lutego 1992 roku na bazie Centrum Szkoleniowego Straży Granicznej pod nazwą Batalion Sztabowy Sił Obronnych (Aizsardzības spēku Štāba bataljons). Od 1 lipca 1996 oddział nosi nazwę Batalion Sztabowy Narodowych Sił Zbrojnych (Nacionālo Bruņoto Spēku Štāba bataljons).

## Historia

### Okres międzywojenny
Historia oddziału sięga okresu międzywojennego. 16 lipca 1919 roku, kilka dni po utworzeniu sztabu Naczelnego Wodza, została sformowana Kompania Dowodzenia. Już 29 lipca zaczęli wykonywać swoje pierwsze zadania - ochranianie siedziby dowództwa łotewskiej armii. Do końca września zakończono formowanie kompanii, dzieliła się na 3 plutony i liczyła wówczas 172 żołnierzy. W kolejnych miesiącach liczba ta wzrosła do 200 .
Po zakończeniu działań wojennych przeciwko bolszewikom rozpoczęto reorganizację armii na czas pokoju, w wyniku czego zniesiono urząd Naczelnego Wodza, przekazując dowództwo Ministerstwu Obrony, tworząc jednocześnie Sztab Główny. Kompanię Dowodzenia zredukowano do 50-osobowego zespołu podległego bezpośrednio ministerstwu, obsługującemu zarówno ministerstwo, jak i sztab. 1 sierpnia 1923 roku zespół ponownie przekształcono w kompanię, zwiększając jej liczebność do 150 żołnierzy dzielących się na 3 plutony. Kompania została podporządkowana szefowi wydziału administracyjnego Sztabu Głównego. 9 listopada 1933 roku kompania otrzymała własny sztandar . 18 listopada 1935 roku żołnierze kompanii po raz pierwszy wystawili wartę honorową przed Pomnikiem Wolności w Rydze .
Kolejna reorganizacja nastąpiła 1 kwietnia 1936 roku. Kompania stała się Batalionem Sztabu Armii złożonym z trzech kompanii, podległym Komendantowi Miasta Rygi i II zastępcy Szefa Sztabu Armii.
W wyniku wkroczenia Armii Czerwonej na teren Łotwy, 21 lipca 1940 roku żołnierze batalionu po raz ostatni pełnili wartę honorową przed pomnikiem wolności, zaś 26 października batalion został zlikwidowany, jego żołnierze przeniesieni do różnych oddziałów w ramach 24 Korpusu Strzeleckiego, a dokumenty do archiwum państwowego .

### Współczesność
Po odzyskaniu przez Łotwę niepodległości rozpoczęto odtwarzać jednostki wojskowe. 20 stycznia 1992 roku ministerstwo obrony zatwierdziło powstanie Batalionu Sztabowego oraz jego strukturę, zgodnie z którą miał liczyć 442 żołnierzy i być podzielony na 5 plutonów (w tym Straży Honorowej), orkiestry, kompanii szkoleniowej oraz załogi gospodarczej i aprowizacyjnej . 1 lutego na bazie Centrum Szkoleniowego Straży Granicznej został sformowany Batalion Sztabowy Sił Obronnych . 11 listopada 1992 roku po raz pierwszy po odzyskaniu przez Łotwę niepodległości batalion wystawił wartę honorową przed Pomnikiem Wolności , zaś 31 marca 1995 nadano mu sztandar wykonany według historycznego wzoru .
Po połączeniu w 1994 roku Sił Obronnych (Aizsardzības spēki) z Obroną Krajową (Zemessardze) powstały Narodowe Siły Zbrojne. 1 lipca 1996 roku dostosowano nazwę batalionu zmieniając ją na Batalion Sztabowy Narodowych Sił Zbrojnych (Nacionālo Bruņoto Spēku Štāba bataljons) . 11 listopada 2002 roku przywrócono wartę honorową na Zamku w Rydze .

## Dowódcy
- plkv. Jānis Klovāns (17 lutego 1992 - 15 lipca 1993)[21]
- plt. Jānis Skrodelis (15 lipca 1993 - 15 listopada 1995)[22]
- maj. Normunds Aizpurs (15 grudnia 1995 - 24 kwietnia 1997)[23]
- plt. Gvido Ivanovs (24 kwietnia 1997 - 13 czerwca 2002)[24]
- maj. Uldis Vadonis (13 czerwca 2002 - 01 października 2007)[25]
- maj. Mareks Ozoliņš (2 października 2007 - 30 czerwca 2011)[26]
- maj. Igors Kļaviņš (1 lipca 2011 - 3 lipca 2014)[27]
- plkv. Egils Kupčs (4 lipca 2014 - 20 czerwca 2018)[28]
- kkpt. Seldzis Grasmanis (21 czerwca 2018 - 21 czerwca 2023)[29]
- plkv. Antoņina Bļodone (21 czerwca 2023 - nadal)[30]

## Struktura (2021)[30]

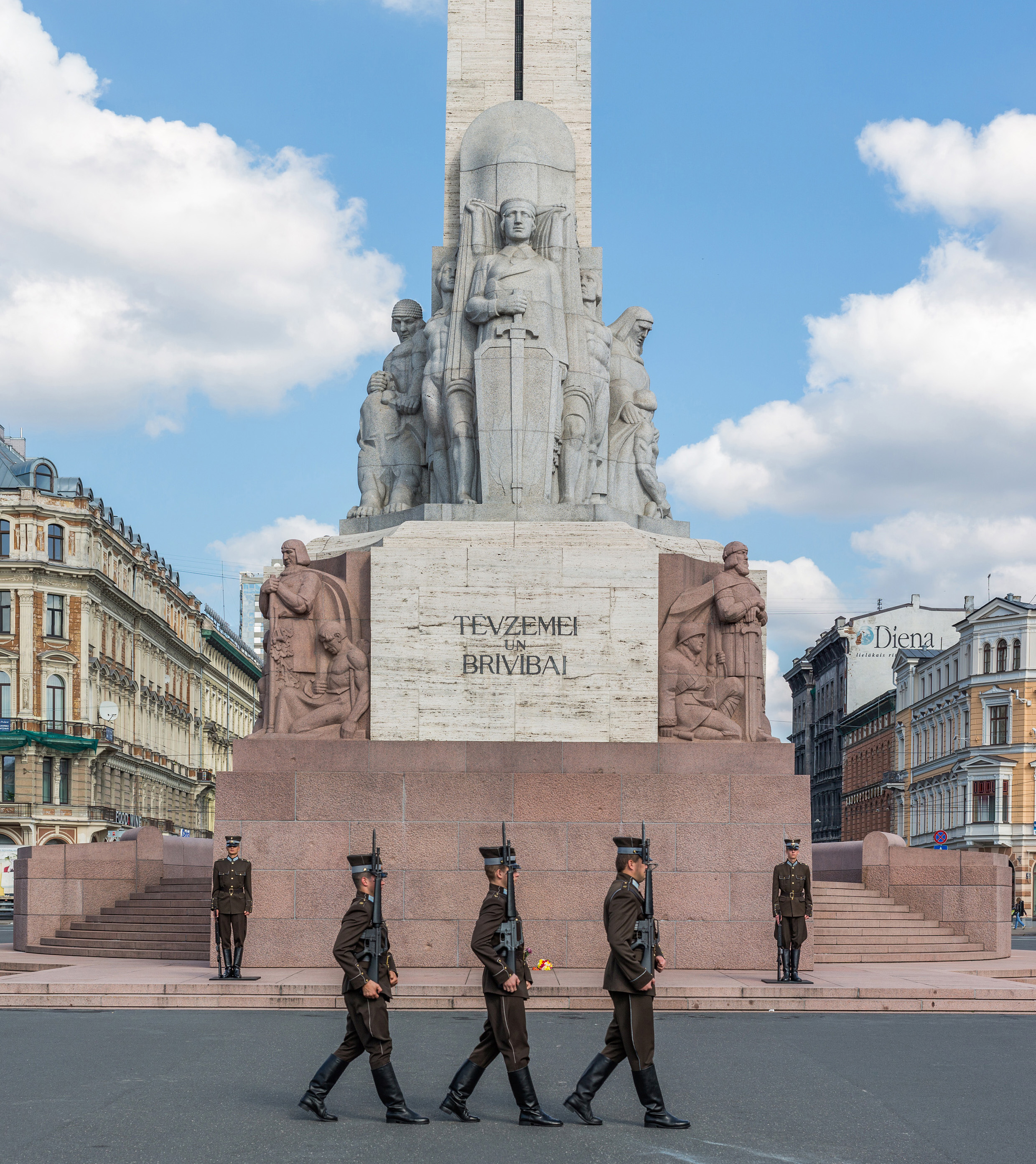
Warta honorowa wystawiona przez Kompanię Straży Honorowej przed Pomnikiem Wolności w Rydze

- Sztab Batalionu Sztabowego (Štāba bataljona štābs)
- Kompania Straży Honorowej (Godasardzes rota)
- Kompania Sztabowa i Zaopatrzenia (Štāba un Apgādes rota)
- Kompania Łączności (Sakaru rota)
- Orkiestra Narodowych Sił Zbrojnych (Nacionālo Bruņoto spēku orķestris)
- Centrum Wsparcia Systemów Komunikacyjnych i Informacyjnych (Sakaru un informācijas sistēmu atbalsta centrs)
- Pluton Medyczny (Medicīnas vads)